# Charlottetown
Charlottetown este un oraș și o municipalitate, capitala provinciei-insulă din Canada, Prince Edward Island.